# 星海音乐学院
星海音乐学院（英語：Xinghai Conservatory of Music），位于中华人民共和国广东省广州市，是中国华南地区唯一的高等音乐专业高等藝術院校，其前身可以追溯到1932年由马思聪、陈洪创办的广州音乐学院。学校主要以音乐学科为主，注重发展岭南音乐文化。學院名稱以冼星海的名字來命名。

## 校史
- 1957年10月，创建广州音乐学校。[2]
- 1958年更名为广州音乐专科学校。[3]
- 1966年与广东舞蹈学校合并为广东艺术专科学校。[3]
- 1970年与广州美术学院合并为广东人民艺术学院。[3]
- 1978年与广州美术学院分立，复名为广州音乐专科学校。[3]
- 1981年6月升格为广州音乐学院。[2]
- 1985年12月，为纪念广东籍音乐家冼星海，更名为星海音乐学院。[2]

## 下属

### 教学单位
- 音乐学系[4]
- 作曲系[4]
- 钢琴系[4]
- 管弦系[4]
- 国乐系
- 声乐歌剧系（前身：声乐系[4]）
- 民族声乐系
- 艺术管理系[4]
- 乐器工程系[4]
- 现代音乐与戏剧学院（前身：现代音乐系[4]）
- 流行音乐学院（前身：社会音乐系[1][5]、流行音乐系[4][5]）
- 音乐教育学院（前身：音乐教育系[4]）
- 舞蹈学院（前身：舞蹈系[4]）
- 马克思主义学院
- 国际教育学院
- 创新创业学院
- 音乐基础部
- 人文社科部
- 研究生部[4]
- 附属音乐中等学校[4]
- 继续教育学院[4]、社会音乐教育培训中心
- 舊文獻中記載之教育單位：民乐系[4]、音乐音响导演系[1]

### 教辅单位
- 图书馆
- 网络信息中心
- 艺术实践中心
- 发展规划研究中心
- 教学质量监控与评估中心
- 教学督导室
- 学报编辑部
- 音乐研究所[4]
- 音乐博物馆、岭南音乐文化研究中心（前身：岭南音乐发展研究中心[4]、岭南音乐展览馆[1]）
- 音乐厅
- 舊文獻中記載之設施：音乐心理实验室[1]、音乐科技实验中心[1]

## 现况

### 校区
- 大学城校区（新校区）：广州市番禺区广州大学城外环西路398号，占地189993平方米。[2]
- 沙河校区（老校区）：广州市天河区先烈东路

### 合作单位
- 星海音乐厅
- 广州交响乐团
- 广东歌舞剧院
- 广东省演出业协会
- 广东电视台
- 珠影乐团
- 广东音乐曲艺团
- 广东民族乐团
- 珠江钢琴集团有限公司

## 知名校友

### 演艺行业
- 陳輝陽：香港作曲家、編曲家、音樂監製。曾兩度獲頒香港四台聯頒音樂大獎作曲獎。
- 麦子杰：中国内地歌手。
- 周笔畅：中国内地女歌手、词曲创作人、演员，2005年超级女声全国亚军。
- 郑源：中国大陆流行音乐创作歌手。
- 欢子：中国大陆男歌手，音乐人，演员，企业家。
- 刘惜君：中国新生代实力女歌手，2009年快乐女声全国第5名。
- 尹正：中国大陆男演员，歌手。
- 廖雋嘉：中国女歌手、演员。
- 东山少爷：广州本土知名歌手。
- 王子鸣：中国大陆歌手、演员。
- 乌拉多恩：中国内地流行乐女歌手、音乐制作人。
- 何柏誠：創作組合樂隊拾音社成員。
- 李滔：創作組合樂隊拾音社成員。
- 伍嘉成：X玖少年團成員。
- 彭楚粤：X玖少年團成員。
- 赵翊民：GNZ48成員。
- 王琪飞：广东广播电视台珠江频道主持人及签约艺员。
- 冼嘉俐：广东广播电视台珠江频道主持人及艺员。
- 汪晨蕊：中国内地流行乐女歌手，2016年中国新歌声全国总决赛季军。
- 饶威：中国大陆歌手、演员、主持人，2013快乐男声全国第七名。
- 圈9：中国大陆女歌手、词曲创作人、电影演员，2016年超级女声全国总冠军。
- 许诗茵：中国大陆创作歌手，SING女团成员，代表作《白衣少年》。
- 马栗：中国大陆歌手、演员。
- 六哲：中國大陸流行歌手。
- 梓貝：中國大陸流行歌手，2017年7月参加《中国新歌声第二季》节目。
- 马思惠：中国新生代歌手，以英皇娛樂旗下練習生身分參加創造營2020，現為英皇娛樂旗下歌手。
- 田鴻杰：中国新生代歌手，2020年明日之子第四季《明日之子SUPER BAND》冠军乐团气运联盟乐团主唱。
- 宋亞軒（初中）：中国新生代歌手，TNT時代少年團成員。
- 姜尘：本名姜雨辰，原金鹰卡通卫视主持人（小飞豆）、演员
- 惠煜轩：GNZ48成員。
- 陈永业：意大利打击乐大赛冠军。
- 詹天文：香港女歌手及演員，無綫電視歌唱選秀節目《聲夢傳奇》第一季參賽者、無綫電視經理人合約藝員、星夢娛樂旗下廠牌「愛爆音樂」女歌手及女子組合After Class成員之一。

### 媒体行业
- 伍燕：广东广播电视台珠江频道主持人、岭南戏曲频道总监
- 吴豪：广东广播电视台少儿频道节目主持人、音乐创作人。
- 罗威旭（龙虾哥哥）：广东广播电视台嘉佳卡通卫视主持人、音乐创作人。
- 徐晋：广东广播电视台经济科教频道节目主持人。
- 左羚子：前广东广播电视台少儿频道主持人兼栏目编导。
- 李佳桐（桃子姐姐）：广东广播电视台嘉佳卡通卫视主持人。
- 宋嘉其：广东广播电视台珠江频道主持人兼歌手。
- 吴瑕：前广东广播电视台广东卫视频道主持人。
- 吴玉媛（苹果姐姐）：前广东广播电视台嘉佳卡通卫视主持人，现BABO BAPO联合创始人。
- 王欣：广东广播电视台经济科教频道主持人兼栏目编导。
- 叶铤锋（海豚哥哥）：前广东广播电视台嘉佳卡通卫视主持人
- 邓茜文（鱼蛋）：快手网红，快手音乐人